# سنتا روزا، شهرستان استار، تگزاس
سنتا روزا (به انگلیسی: Santa Rosa) یک منطقهٔ مسکونی در ایالات متحده آمریکا است که در تگزاس واقع شده‌است. سنتا روزا ۲۴۱ نفر جمعیت دارد.